# Visconde da Várzea
Visconde da Várzea foi um título criado por Decreto de 3 de Julho de 1823, do rei D. João VI de Portugal, a favor de Bernardo da Silveira Pinto da Fonseca, um militar e administrador colonial.
Usaram o título as seguintes pessoas:
1. Bernardo da Silveira Pinto da Fonseca, 1.º visconde da Várzea de Abrunhais;
2. João da Silveira Pinto da Fonseca, 2.º visconde da Várzea de Abrunhais;
3. João da Silveira Pinto da Fonseca Correia de Lacerda d'Eça e Altero de Figueiredo Sousa e Alvim, 3.º visconde da Várzea de Abrunhais.